# رون ونايت (سياسي)
رون ونايت هو سياسي كندي، ولد في 19 يونيو 1932 في وندسور في كندا. حزبياً، نشط في الحزب الليبرالي في أونتاريو ‏. وقد انتخب عضو برلمان مقاطعة أونتاريو.